# Carlos Franzetti
Carlos Alberto Franzetti (Buenos Aires, 3 juni 1948) is een Argentijnse componist, dirigent, pianist en arrangeur. Hij won drie keer de Latin Grammy uitgereikt door de Academia Latina de Artes y Ciencias de la Grabación in Miami. Tegenwoordig woont hij in de Verenigde Staten.

## Levensloop

### Jeugd en opleiding
Franzetti begon in 1954, op zesjarige leeftijd, met zijn studie aan het Conservatorio Nacional Superior de Música "Carlos López Buchardo" (IUNA) in Buenos Aires. Aan het einde van de zestiger jaren van de 20e eeuw studeerde hij privé piano bij Guillermo Iscla en Lucía Maranca en compositie bij Manuel Juárez. In 1970 vertrok hij naar Mexico en studeerde daar compositie bij Humberto Hernández Medrano (1971-1973). In 1974 verhuisde hij naar de Verenigde Staten en studeerde orkestdirectie aan de Juilliard School of Music in New York bij Vincent LaSelva.

### Prijzen en onderscheidingen
In 1985 presenteerde hij de cd El Polaco por dentro met uitvoeringen door een 35 leden tellend orkest en de Argentijnse zanger Roberto Goyeneche (1926-1994), in Argentinië meestal "Polaco" genoemd, met tango's zoals "Volver". In 2001 won hij met zijn album Tango fatale de eerste Latin Grammy Award. In 2003 werd hij genomineerd voor de Grammy Award met zijn album Poeta de Arrabal, zowel in de categorie voor het 'beste klassieke crossoveralbum' als voor het 'beste instrumentale arrangement'. In 2009 ontving hij samen met Eddie Gómez zijn tweede Latin Grammy Award voor de cd Duets. In 2013 ontving hij zijn derde Latin Grammy Award voor Zíngaros op de cd Pierrot et Colombine voor de beste hedendaagse compositie.  Hij werd ook met andere prijzen bekroond, zoals de Yamaha Composers Award, de Trofeu Laus in Spanje, de Prensario Award en de Premio Konex in zijn geboorteland. 

### De componist en arrangeur
In zijn carrière als componist schreef hij symfonieën, concerten, opera's, kamermuziek, jazzmuziek en werken voor bigband. Hij heeft ook als componist van filmmuziek een naam, waarvan met name de muziek voor The Mambo Kings en La película del rey bekend zijn. Hij arrangeerde werken voor het Boston Pops Orchestra, het Brooklyn Philharmonic en het Buffalo Philharmonic Orchestra. 

## Composities

### Werken voor orkest

#### Symfonieën
- 1995 Symfonie nr. 1
  1. Elegia
  2. Vals
  3. Adagio
  4. De Profundis
- 2004 Symfonie nr. 2  "The year of the Malvinas"
  1. Into the abyss
  2. Silent dawn
  3. In praise of fallen heroes
  4. Postlude
  5. The darkest night
- 2010 Symfonie nr. 3 - zie werken voor harmonieorkest

#### Concerten voor instrumenten en orkest
- Concert, voor hobo en orkest
  1. Adagio - Allegro
  2. Largo
  3. Finale
- Concert nr. 1, voor piano en orkest
- Concert nr. 2, voor piano en orkest
- Concierto Del Plata, voor piano en kamerorkest
  1. Porteña
  2. Milonga
  3. Criolla

#### Andere werken voor orkest
- 1981 Voyager
- 1988 Summer solstice, voor trompet en orkest
- 1989 Serenata, voor dwarsfluit en strijkorkest
- 1990 Little village, voor dwarsfluit, klarinet en strijkorkest
- 1991 Al caér la noche, voor kamerorkest
- 1995 Images Before Dawn, voor contrabasgitaar en strijkorkest
- Reflexiones, voor viool en kamerorkest
- Suite, voor dwarsfluit en kamerorkest
- Suite alborada
- Suite from the film "Dans le rouge du couchant", voor piano, bandoneon en kamerorkest 
  1. Crise d'angoisse Clara
  2. Qu'il importe
  3. D'un autre monde
  4. L'image falsifiée
  5. Roman dans le brun foncé
  6. Les souvenirs d'Argentine
  7. Danse mortel

### Werken voor harmonieorkest of koperensemble
- 2010 Symfonie nr. 3, voor harmonieorkest
- Overture for brass, voor koperensemble
- Brasstango

### Werken voor jazzensemble/bigband
- Allison's dance
- Beatriz
- Cocoa funk
- Galaxy dust
- Gravitational forces
- Lady Soho
- Mambo tango
- Mariana
- Pandora
- Pavane
- Prometheus
- Riverside Park
- Romancero
- Something from the south
- Sweet and low

### Muziektheater

#### Opera
| Voltooid in | titel        | aktes       | première                      | libretto            |
| ----------- | ------------ | ----------- | ----------------------------- | ------------------- |
| 2000        | Corpus Evita | 2 bedrijven | september 2000, San Francisco | José Luis Moscovich |

#### Balletten
| Voltooid in | titel       | aktes | première | libretto     | choreografie   |
| ----------- | ----------- | ----- | -------- | ------------ | -------------- |
| 1997        | Tango fatal |       |          | Lorenz Russo | Carlos Copello |

### Vocale muziek

#### Werken voor koor
- 1985 Aubade, voor gemengd koor en orkest

#### Liederen
- Tú Cariño, voor zangstem en piano - tekst: Rubén Blades
- Carmen's theme, voor zangstem en piano - tekst: Rubén Blades

### Kamermuziek
- 1969 Stijkkwartet nr. 1
- 1979 Concertino, voor bastrombone (solo), piano, harp en strijkkwartet
- 1989 Serenata, voor strijkkwartet
- Four movements for virtuosi
- Variations for brass

### Werken voor piano
- 1988-1997 Suite Argentina

### Filmmuziek
- 1971 El destino
- 1974 El encanto del amor prohibido
- 1986 La película del rey (A King and his Movie)
- 1986 Soy paciente
- 1992 The Mambo Kings
- 2003 Dans le rouge du couchant
- 2005 Ronda nocturna
- 2006 Gelbard: Historia secreta del último burgués nacional